# Glyphina betulae
Glyphina betulae är en insektsart som först beskrevs av Carl von Linné 1758. Enligt Catalogue of Life ingår Glyphina betulae i släktet Glyphina och familjen långrörsbladlöss, men enligt Dyntaxa är tillhörigheten istället släktet Glyphina och familjen gömbenbladlöss. Arten är reproducerande i Sverige. Inga underarter finns listade i Catalogue of Life.